# Église Sainte-Colombe de Sainte-Colombe-de-la-Commanderie
Pour les articles homonymes, voir Église Sainte-Colombe de Sainte-Colombe.
L'église Sainte-Colombe est une église romane située à Sainte-Colombe-de-la-Commanderie, dans le département français des Pyrénées-Orientales.